# Park Narodowy Hot Springs
Park Narodowy Hot Springs – amerykański park narodowy położony w centralnej części stanu Arkansas w pobliżu miasta Hot Springs.

## Ogólna charakterystyka parku
Pierwszy rezerwat w Hot Springs utworzony został ustawą Kongresu Stanów Zjednoczonych z 20 kwietnia 1832, od 4 marca 1921 jest parkiem narodowym. Jest najmniejszym parkiem narodowym w Stanach Zjednoczonych i jednocześnie najstarszym chronionym obszarem na terenie kraju. Z tego względu jako pierwszy został uczczony wybitą przez Mennicę Stanów Zjednoczonych ćwierćdolarówką w serii Piękna Ameryka. Głównym celem powołania rezerwatu, a następnie parku narodowego było zachowanie źródeł termalnych w stanie pozwalającym na ich użytkowanie.
Hot Springs (pol. Ciepłe Źródła) wyprowadzają wodę z zachodnich zboczy Hot Springs Mountain, stanowiących część pasma Ouachita Mountains. Źródła nie zostały zachowane w swym naturalnym stanie. Czerpie się z nich gorącą wodę dla użytku publicznego. Również struktura geologiczna gór została przekształcona w celu lepszego wykorzystania źródeł. Amerykanie używają wody pochodzącej ze źródeł w celach leczniczych już od ponad 200 lat – leczenie reumatyzmu i innych dolegliwości. Rezerwat wpłynął na przekształcenie okolicy w znany na całym świecie ośrodek uzdrowiskowy – The American Spa. Również część miasta stanowi teren parku, stąd Hot Springs są jednym z najłatwiej dostępnych parków narodowych w Stanach Zjednoczonych. W Hot Springs znajdują się znakowane szlaki turystyczne i miejsca biwakowe. Za kąpiele w uzdrowiskowych basenach pobierane są opłaty pieniężne. Trakt, przy którym znajdują się liczne domy zdrojowe i łaźnie – Bathhouse Row – to objęty ochroną prawną największy tego typu na terenie Stanów Zjednoczonych zespół zabytków architektury tzw. pozłacanego wieku.
Dom zdrojowy Fordyce Bathhouse pełni obecnie funkcję centrum turystycznego. Jako łaźnie funkcjonują jeszcze Buckstaff oraz Quapaw. Pozostałe budynki przy Bathhouse Row są w różnym stanie zachowania, w części z nich prowadzone są prace restauracyjne. Niektóre stare łaźnie spełniają obecnie inne funkcje. W 2006 r. park odwiedziło 1 273 456 turystów i gości.

## Odkrycie i ochrona

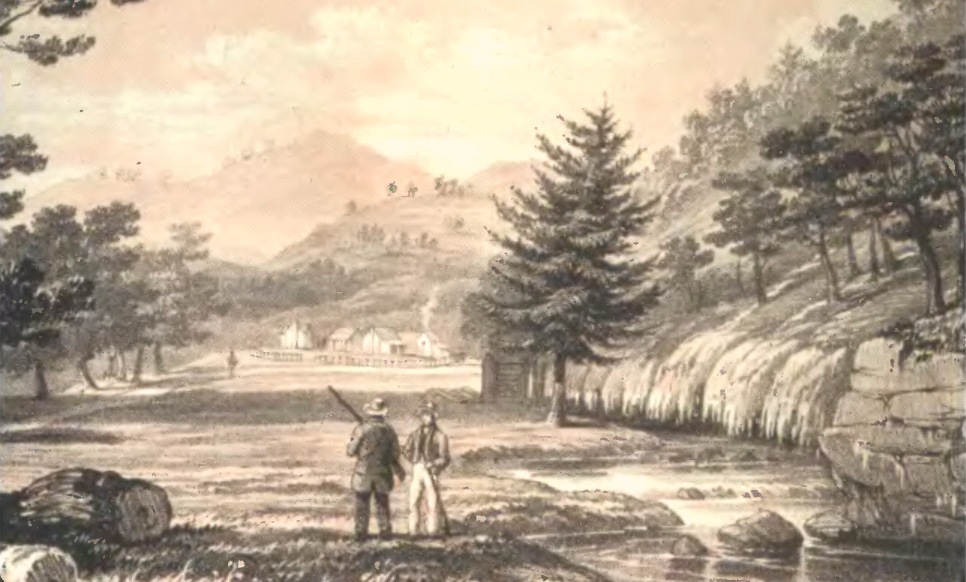
Hot Springs na litografii z 1844. Widoczne formacje skalne po prawej stronie nad strumieniem.

Pierwszym Europejczykiem, który zobaczył miejsce nazywane przez Indian Doliną Pary (ang. Valley of the Vapors), był hiszpański odkrywca Hernando de Soto. Było to w roku 1541. Od ponad 8000 lat Indianie odwiedzali dolinę z gorącymi źródłami, wykorzystując ich naturalne właściwości lecznicze. W XVIII w. na tym terenie osiedlili się Indianie Kaddo, w ślad za nimi przybyli Czoktawowie, Czirokezi i inni. Między poszczególnymi szczepami istniało swego rodzaju obopólnie respektowane prawo, zakazujące używania broni podczas przebywania w dolinie. Wszyscy mogli spokojnie korzystać z naturalnych dobrodziejstw Doliny Pary. Istnieją źródła poświadczające przebywanie w dolinie Indian z plemienia Quapaw. jego członkowie, koczujący stale w delcie Arkansas, sezonowo zapuszczali się do Doliny Pary.
W 1673 do Hot Springs przybyli katoliccy odkrywcy Jacques Marquette i Louis Jolliet, określając ich przynależność jako domenę francuską. Ziemie te wróciły do własności hiszpańskiej w 1763 w wyniku zawarcia paryskich traktatów pokojowych. Stany Zjednoczone zakupiły sporą część ziem francuskich w 1803 – Zakup Luizjany. Wówczas Dolina Pary znalazła się na stałe na terenie Stanów Zjednoczonych.
W grudniu 1804 podróżnicy dr George Hunter oraz William Dunbar znaleźli w Hot Springs pojedyncze chatki i proste schronienia używane przez przybywających do doliny miłośników uzdrowiska. W 1807 osiadł w dolinie Jean Emmanual Prudhomme, będąc pierwszym białym osadnikiem. Po dwuletniej terapii polegającej na częstych kąpielach i zastosowaniu miejscowej diety, Prudhomme wrócił do rodzinnej Luizjany. Kolejnymi osadnikami byli John Perciful i Isaac Cates.
W traktacie z 24 sierpnia 1818 Indianie z plemienia Quapaw oddali ziemie wokół źródeł państwu. Po tym jak w 1819 Arkansas uzyskało charakter stanu, lokalne władze podjęły decyzję o objęciu ochroną prawną źródeł i okolicznych wzgórz. Dwanaście lat później, w 1832 Kongres Stanów Zjednoczonych zapewnił ochronę federalną, powołując do istnienia rezerwat narodowy. Hot Springs było pierwszym terenem o walorach przyrodniczych objętym federalną ochroną prawną. Rezerwat przyrody w Hot Springs ustanowiony został 16 czerwca 1880.

## Właściwości fizyczno-chemiczne wód źródlanych

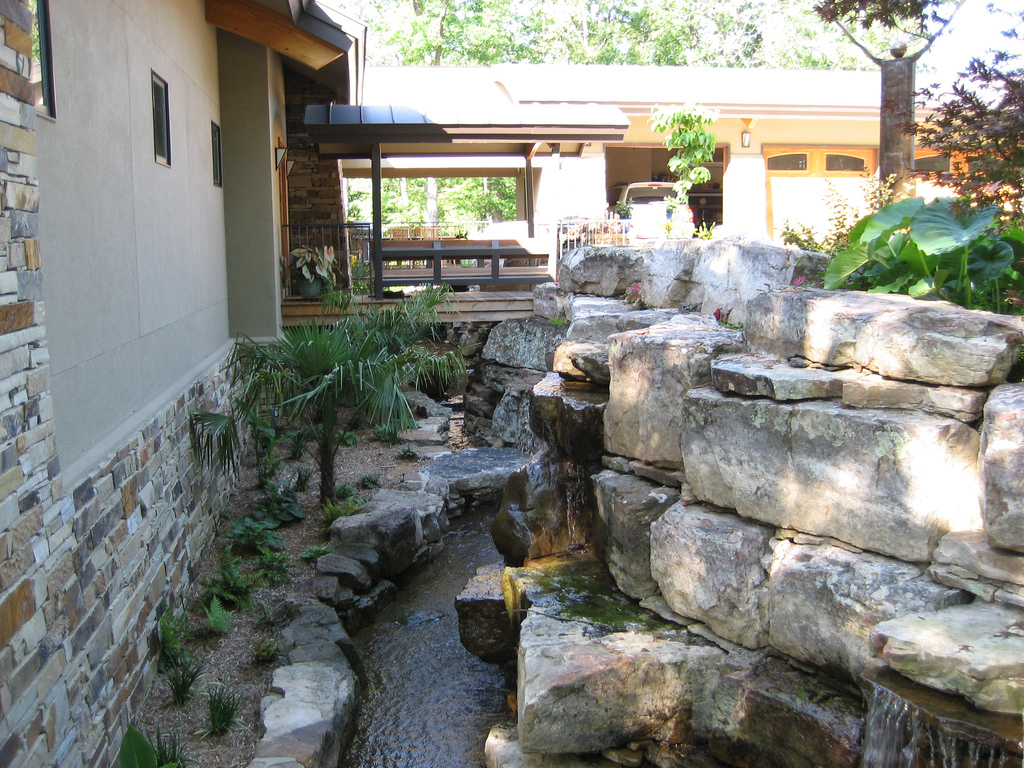
Jeden z przydomowych kanałów z wodą źródlaną w Hot Springs.

Skład chemiczny wód źródlanych sugeruje, że pochodzą one z jednego miejsca o temperaturze ok. 63,2 °C, a różnice pomiędzy poszczególnymi źródłami wynikają z różnej drogi, którą docierają na powierzchnię. Średnia temperatura wód wydostających się na powierzchnię waha się od 57,3 °C do 58,9 °C, osiągając maksymalnie 67,8 °C, przy czym między XIX a XX w. nieznacznie spadła. Wykazuje również pewne wahania sezonowe odzwierciedlające aktualne warunki pogodowe. Oprócz właściwych gorących źródeł w okolicy występują również źródła chłodne o temperaturze wody od 12 °C do 52,8 °C (są to wody podgrzane przez wody termalne). Również wody studzienne miewają podwyższoną temperaturę. W większości przypadków wody gorące mają wyższe stężenie rozpuszczonych substancji (krzemionki, wapnia, magnezu), choć nie jest to ścisłą regułą (stężenie żelaza jest wyższe w wodach o temperaturze kilkunastu stopni Celsjusza), przy czym nie są to duże różnice. Również właściwości radioaktywne źródeł gorących i chłodnych są zbliżone. Większość wód ma pochodzenie atmosferyczne i przepływa pod ziemią ogrzewając się, przy czym część robi to w czasie krótszym niż 20 lat, podczas gdy większość wód ma wiek ok. 4 400 lat, a do źródeł dociera ich mieszanka.

## Flora i fauna
Przeważającą część parku pokrywają lasy. Północne stoki grzbietów górskich i niecek zapewniają odpowiednie warunki dla rozwoju lasów liściastych z przewagą dębów i hikor. Na stokach południowych przeważają sosny. Obszary o powierzchni 129 ha to las pierwotny, w którym występuje Pinus echinata, Quercus marilandica oraz dąb biały. Wiele okazów ma ponad 130 lat. Można też spotkać okazy dwustuletnie.
Przed osadnictwem europejskim na terenach tych występowały bizony preriowe (B. bison bison), wapiti kanadyjskie, pumy (Puma concolor couguar) i wilki czerwone. Współcześnie występujące zwierzęta to: wiewiórkowate, króliki, dydelfy, urocjony, kojoty preriowe, skunksy, szopy, susły, łasice długoogonowe, wizony, szczury, żaby i pancerniki dziewięciopaskowe. Również gatunki ptaków wędrownych, które przemieszczając się wzdłuż Missisipi, czasowo przebywają w okolicach lub na terenie parku.